# 11090 Popelin
A 11090 Popelin (ideiglenes jelöléssel 1994 CT12) a Naprendszer kisbolygóövében található aszteroida. Eric Walter Elst fedezte fel 1994. február 7-én.